# Вальядолид (провинция)
Вальядоли́д (исп. Valladolid [baʎaðoˈlið]) — провинция на северо-западе Испании в составе автономного сообщества Кастилия и Леон. Административный центр — Вальядолид.

## География
Территория — 8110 км² (28-я среди провинций страны), что составляет 1,61 % территории Испании. Значительные площади занимают виноградники вердехо. Вместе с тем музей местного виноделия находится в живописном городке Пеньяфьель на территории винодельческого региона Рибера-дель-Дуэро. По территории провинции протекает крупная река Дуэро.

## Демография
По численности населения Вальядолид — 29-я провинция в стране. Население провинции в 2006 году было 519 249 жителей, что составляет 1,17 % от населения Испании, плотность населения — 64,03 чел./км². С 1996 года наблюдается рост численности населения:
| Год     | 1994    | 1995    | 1996    | 1998    | 1999    | 2000    | 2001    | 2002    |
| ------- | ------- | ------- | ------- | ------- | ------- | ------- | ------- | ------- |
| Жителей | 505 208 | 504 583 | 490 205 | 492 029 | 494 594 | 495 690 | 497 961 | 501 157 |
| Год     | 2003    | 2004    | 2005    | 2006    | 2007    | 2008    | 2009    |         |
| Жителей | 506 302 | 510 863 | 514 674 | 519 249 | 521 261 | 529 019 | 536 653 |         |